# 利仁サービスエリア
利仁サービスエリア（イインサービスエリア）は忠清南道公州市の論山-天安高速道路上（天安方向のみ）にあるサービスエリア。

## 道路
- 論山-天安高速道路

## 施設
- コンビニエンスストア
- 喫茶
- ファーストフード
- スナック
- レストラン（朝鮮料理）

- ガソリンスタンド(SK)LPG充填所併設

## 隣
- 灘川IC - 利仁SA - 南公州IC